# 風雲江戸城 怒涛の将軍徳川家光
『風雲江戸城 怒涛の将軍徳川家光』（ふううんえどじょう どとうのしょうぐんとくがわいえみつ）は、1987年1月2日にテレビ東京で放送された12時間超ワイドドラマ（のちの新春ワイド時代劇）である。全6部。

## 概要
- 第一部 「暴れ獅子罷り通る」
- 第二部 「陰謀! 釣天井と京洛の罠」
- 第三部 「必殺の待ち伏せ 決闘鍵屋の辻」
- 第四部 「寛永の御前試合の謎 愛と哀しみの渦」
- 第五部 「危うし八百万石! 悲運に散る華」
- 第六部 「慶安の嵐 捨て身の大勝負」

## スタッフ
- 原作：南原幹雄 「寛永風雲録」
- 脚本：志村正浩、本田英郎、池上金男、中村努
- 監督：松尾昭典、大洲斉、太田昭和、牧口雄二、原田雄一
- 音楽：津島利章
- 製作：テレビ東京、東映

## キャスト
- 徳川家光／柳生十兵衛：北大路欣也（二役）
- 徳川家康：岡田英次
- 徳川秀忠：渥美国泰
- 庄司甚内（風魔の甚内）：中村嘉葎雄
- 由比正雪：高橋悦史
- 徳川忠長：荻島真一
- 徳川和子：山口いづみ
- 徳川家綱：福原学
- 服部半蔵：小林稔侍
- 風魔小太郎：笹木俊志
- 風魔小次郎：大矢敬典
- 風魔小三郎：谷口孝史
- 松平信綱：清水綋治
- 土井利勝：有川正治
- 酒井忠世：中村錦司
- お江与：上月左知子
- 春日局：大塚道子
- 鷹司孝子：中田喜子 1989年の大河ドラマ「春日局」でも同役を演じている。
- 本多正純：戸浦六宏
- 楠不伝：西沢利明
- ひさ（楠不伝の娘）：岡江久美子
- おらく：藤真利子
- 幡随院長兵衛：中野誠也
- 水野十郎左衛門：西田健
- 唐犬権兵衛：小沢象
- 飛騨の甚五郎：長門勇
- 朝倉宣正：有島淳平
- 松平忠直：早川純一
- 一心太助：堤大二郎
- 大久保彦左衛門：安部徹
- 荒木又右衛門：松方弘樹
- 河合甚左衛門：綿引勝彦
- 小野忠明：高野真二
- 名古屋山三郎：佐藤仁哉
- 伊達政宗：須賀不二男
- 薄雲太夫：小林かおり
- 夕霧太夫：香山まり子
- おたえ（幡随院長兵衛の妹）：北原佐和子
- 百舌：山崎美貴
- みね：松本留美
- 藤川：浦里はる美
- 日疋一心：浜田晃
- 小仏小平：武井三二
- 利平：福本清三
- 坂部三十郎：堀田真三
- 桜井半兵衛：五味龍太郎
- 阿部四郎五郎：宮口二郎
- 安藤四郎右衛門：唐沢民賢
- 放駒四郎兵衛：成瀬正孝
- 前田五郎八：野口貴史
- 一色半左衛門：近藤宏
- 鳥井左近次：岩尾正隆
- 加藤忠広：和崎俊哉
- 池田忠雄：水上保広
- 島津家久：永野辰弥
- 毛利秀就：国一太郎
- 堀田正盛：石山律雄
- 鳥居成次：川浪公次郎
- 三浦正次：白井滋郎
- 阿部忠秋：北条清嗣
- 大谷吉継：波多野博
- 阿国：三原じゅん子
- 柳生連也斎：谷隼人
- 丸橋忠弥：中田博久
- 金井半兵衛：辻萬長
- 渡辺数馬：川崎公明
- 鷹司信房：玉川伊佐男
- 九条実知：松橋登
- 徳川頼宣：鈴木瑞穂
- お弘の方：岩井友見
- 徳川義直：平幹二朗
- その他…春田純一

- ナレーター：内藤武敏